# Karen Casey
Pour les articles homonymes, voir Casey.
Karen Lynn Casey, née le 24 avril 1947, est une personnalité politique canadienne.
Députée provinciale de Colchester-North de 2006 à 2021, elle est vice-première ministre et ministre des Finances de la Nouvelle-Écosse.

## Carrière
Karen Casey représente la circonscription de Colchester-North à l'Assemblée législative de la Nouvelle-Écosse des élections de 2006 à celles de 2021.
D'abord membre du Parti progressiste-conservateur de la Nouvelle-Écosse, dont elle est chef intérimaire du 24 juin 2009 au 16 août 2010, elle se joint au caucus libéral le 10 janvier 2011.
Karen Casey a été ministre de l’Éducation et ministre de la Santé dans le gouvernement progressiste-conservateur de Rodney MacDonald, puis, après avoir rejoint le Parti libéral, ministre responsable de la Jeunesse ainsi que ministre de l’Éducation et du Développement de la petite enfance dans le premier gouvernement McNeil. En 2017, elle devient vice-première ministre et ministre des Finances. 
Début 2021, elle annonce son retrait de la vie politique.
Elle a été enseignante, directrice d’école et administratrice de conseil scolaire.